# Zellkontakthemmung
Die Zellkontakthemmung, auch Kontaktinhibition genannt, bezeichnet die Eigenschaft von Zellen, das Zellwachstum und die Zellteilung ab einer bestimmten Zelldichte einzustellen.

## Eigenschaften
Die Zellkontakthemmung wird durch Zelladhäsionsmoleküle bei Zell-Zell-Kontakten vermittelt. Dadurch soll eine Homöostase des Zellverbunds eines vollständig entwickelten Lebewesens erreicht werden oder bei Verletzungen Gewebe im Zuge einer Wundheilung teilweise ersetzt werden.
Normale Zellen in Zellkulturen besitzen eine optimale Zelldichte des Wachstums, darunter kann eine Anoikis zum vorzeitigen Zelltod führen, darüber wird das Wachstum und die Teilung eingestellt. Bei bestimmten, im Vergleich zu Geweben niedrigen Zelldichten in einer Zellkultur ist die Wachstumsrate am höchsten, begrenzt nur durch die Hayflick-Grenze. Je höher die Zelldichte, desto geringer sind die Expansionsmöglichkeiten einer Zelle, ohne mit anderen Zellen in Kontakt zu kommen. Je nach Zelltyp werden durch Zell-Zell-Kontakte das Wachstum in einer oder beiden Zellen eines Zell-Zell-Kontakts eingestellt.
In Tumorzellen ist die Kontakthemmung oftmals durch Mutationen außer Kraft gesetzt, was in unkontrolliert wachsenden Zellhaufen resultiert. Monolayer werden nicht mehr eingehalten. Nacktmulle erkranken nie an Krebs, was möglicherweise an einer besonders ausgeprägten Zellkontakthemmung liegt.
In manchen immortalisierten Zelllinien funktioniert die Zellkontakthemmung teilweise.